# Kostel Panny Marie Guadalupské (Řím)
Nostra Signora di Guadalupe a Monte Mario je kardinálský titulární kostel ustanovený 17. dubna 1969 papežem Pavlem VI. Tento kostel se nachází na Piazza Nostra Signora di Guadalupe v Římě. Prvním titulárním kardinálem se stal Miguel Darío Miranda Gómez arcibiskup Méxica.

## Titulární kardinálové
| Jméno                        | Funkce                        | Od           | Do          |
| ---------------------------- | ----------------------------- | ------------ | ----------- |
| Miguel Darío Miranda Gómez   | Arcibiskup Méxica (Mexiko)    | 30. 4. 1969  | 15. 3. 1986 |
| Franz Hengsbach              | Biskup Essenu (Německo)       | 28. 6. 1988  | 24. 6. 1991 |
| Adolfo Antonio Suárez Rivera | Arcibiskup Monterrey (Mexiko) | 26. 11. 1994 | 22. 3. 2008 |
| Timothy Dolan                | Arcibiskup New Yorku (USA)    | 18. 2. 2012  | současnost  |